# Jeremias de Decker

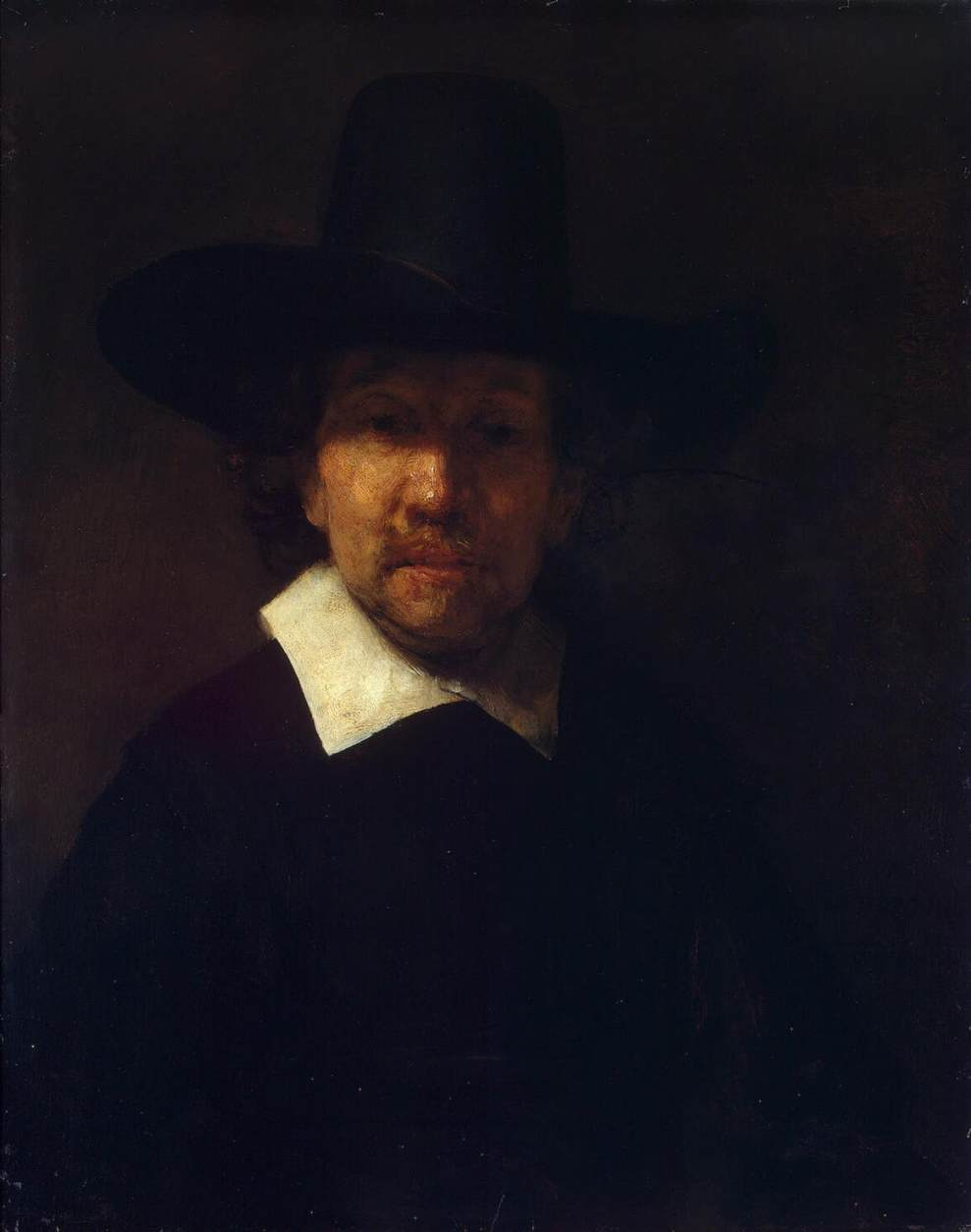
Rembrandt van Rijn: Porträt Jeremias de Decker, 1660

Jeremias de Decker, seltener de Dekker (* 1609/1610 in Dordrecht; † November 1666 in Amsterdam) war ein niederländischer Dichter.

## Leben und Werk
Sein aus Antwerpen stammender Vater Abraham de Decker wirkte als Soldat u. a. bei der Verteidigung von Ostende mit und zog danach nach Dordrecht, wo er sich dem Handel zuwandte. Dort heiratete er 1607 Maria van den Bremden, 1609 oder 1610 wurde der Sohn Jeremias geboren. Der protestantische Kaufmann zog kurz danach aufgrund von Konflikten mit der katholischen Kirche mit seiner Familie nach Amsterdam, wo er ein Handelsgeschäft für Gewürze gründete.
Jeremias de Decker war schon seit seiner Jugend im Unternehmen seines Vaters kaufmännisch tätig und widmete sich in seiner Freizeit der Dichtkunst und dem Selbststudium der Sprachen Latein, Französisch, Italienisch und Englisch. Sein erstes größeres poetisches Werk waren De klaagliederen van Jeremias, eine Paraphrase der biblischen Klagelieder Jeremias. Übersetzungen und Nachdichtungen römischer Dichter wie Horaz und Juvenal folgten. 
Öffentlich bekannt wurde er durch eine Sammlung von moralisch-belehrenden Epigrammen (Puntdichten, 1650) und eine Sammlung seiner Gedichte, die 1656 erschien. Mit Goede vrydag ofte Het lijden onses heeren Jesu Christi (Karfreitag oder die Leiden unseres Herrn Jesu Christi) widmete er dem Tod Christi einen Gedichtzyklus.
In dieser Zeit stand er in einem theologischen Disput mit Jacob Westerbaan, dessen freundlicher Verlauf durch die Korrespondenz der beiden offensichtlich breit gebildeten Kontrahenten der Nachwelt erhalten blieb.
1659 erhielt er ein Angebot für eine zweite, vermehrte Auflage seiner Gedichte, vom Autor bescheiden Rijm-Oeffeningen (Reimübungen) betitelt, die jedoch letztlich als Raubdruck erschien. 1660 wurde er von Rembrandt van Rijn, den er besonders schätzte, porträtiert. 1661 veröffentlichte de Decker eine niederländische Übersetzung von Pierre Matthieus Geschichte Spaniens.
Sein heute bekanntestes Werk ist das umfangreiche paradoxe Lobgedicht Lof der geldzucht (Lob der Habgier), eine seiner letzten Dichtungen, die erst 1667 postum veröffentlicht wurde.
1702 erschien eine dritte Auflage seiner gesammelten Gedichte. Eine vollständige Sammlung seiner Dichtungen gab allerdings erst Matthaeus Brouërius van Nidek 1726 in Amsterdam heraus. 1827 erschien in Amsterdam eine Sammlung von Deckers Oorspronkelijke dichtstukken.